# Skenea trochoides
Skenea trochoides is een slakkensoort uit de familie van de Skeneidae. De wetenschappelijke naam van de soort is voor het eerst geldig gepubliceerd in 1876 door Friele.